# إليزابيث مارتينيز
إليزابيث مارتينيز (بالإنجليزية: Elizabeth Martínez)‏ هي نسوية ‏ أمريكية، ولدت في 12 ديسمبر 1925 في واشنطن العاصمة في الولايات المتحدة.

## وصلات خارجية
- إليزابيث مارتينيز على موقع الموسوعة البريطانية (الإنجليزية)